# Ko Mak
Ko Mak (írásváltozatai: Koh Mak, Koh Maak, Ko Maak, Koh Mark; thaiul:  เกาะหมาก) egy kisebb területű sziget Thaiföld területén, mely Trat tartományban helyezkedik el. Leginkább turizmusa miatt ismert. Ko Mak Thaiföld legnagyobb magántulajdonban lévő szigete.
Neve a bételpálma termésének, a bételdiónak thai nevéből (หมาก) ered.
Az egyesült királysági The Sunday Times című napilap 2006. október 22-én a  világ tíz legjobb tengerpartja közé Ko Mak partját is beválasztotta turizmus szempontjából.

## Földrajza
A sziget Thaiföld délkeleti részében, a Thai (Sziámi)-öböl keleti felén található, a kambodzsai országhatárhoz közel. 35 kilométerre helyezkedik el a szárazföldtől. Trat tartomány harmadik legnagyobb területű szigete Ko Chang és Ko Kood után.
Területe igen kicsi, mindössze 16 négyzetkilométer, így két óra alatt kényelmesen bejárható Ko Mak.
A sziget hosszúsága 7 és fél, míg szélessége 6 kilométer. Partja homokos, „lenyűgözően tiszta, kék vizű”. Partvonala 27 kilométer hosszúságú.

## Történelme
A történet szerint a szigetre legelőször egy Chao Sua Seng nevű ember telepedett le, aki egy kókuszpálmaültetvényt hozott létre Ko Makon.

## Népessége
Ko Mak lakossága körülbelül 800 fő, ennek ellenére csak 600 fő él hivatalosan a szigeten, és ugyanennyi jogosult a helyi választásokra is.

## Közlekedése
A sziget nem rendelkezik saját repülőtérrel, ezért a legkönnyebben a következőképpen lehet eljutni Ko Makra: Bangkok és Trat városa  között repülőgéppel vagy busszal lehet közlekedni, majd iránytaxi, esetleg komp segítségével lehet eljutni a szigetre.
A szigeten a helyi közlekedést taxik és autóbuszok képezik.

## Turizmusa
Leginkább a nyugalmas utazásra vágyó turisták számára ajánlják a szigetet.
A szigeten több mint 10 ezer pálmafa található. Ezenkívül Ko Mak területén megtalálható egy buddhista templom, három halászközösség, több kaucsukültetvény, két lakatlan part, egy általános iskola, egy piac, egy egészségügyi központ, három búváriskola, néhány üzlet, két internetkávézó, valamint tizenhárom kisebb üdülőhely. A sziget a turisták számára leglátványosabb üdülőhelyei Ao Kao és Ao Soun Yai.